# Gilles Clément
Pour les articles homonymes, voir Clément.
Gilles Clément, né le 6 octobre 1943 à Argenton-sur-Creuse (Indre), est un jardinier, paysagiste, botaniste, entomologiste, biologiste et écrivain français.

## Biographie

### Origines familiales et formation
Gilles Clément se décrit comme un enfant solitaire. Né dans un milieu qu'il qualifie de bourgeois, il a un frère aîné. Il doit en partie sa vocation à une professeure de sciences naturelles qui, au lycée, lui indique la possibilité de devenir paysagiste. À six ans, la famille déménage à Oran.
Gilles Clément suit ensuite une formation d'ingénieur horticole (1967) et de paysagiste (1969) à l'Institut national d'horticulture et du paysage à Angers.

### Carrière professionnelle
Il enseigne depuis 1979 à l'École nationale supérieure du paysage de Versailles, en parallèle de son activité de concepteur. Il a beaucoup voyagé à travers le monde, en particulier dans l’hémisphère austral, où il a étudié la flore des milieux soumis à un climat méditerranéen.
En 1977, il s'installe à Crozant, dans la Creuse ; il a consacré en 1991 un livre, La Vallée, à son jardin-maison, caché au fond d'un vallon. 
Dans un autre livre Le Salon des Berces publié en 2009, il raconte son histoire personnelle avec cette vallée, pour lui "la Vallée des Papillons". En fait la vallée de la Creuse connue au XIXe siècle comme le foyer d'une école picturale, l'École de Crozant et aujourd'hui connue sous l'appellation Vallée des Peintres entre Berry et Limousin. Lors d'un colloque à l'Abbaye de Royaumont à Asnières-sur-Oise en 2018, il a témoigné de cette histoire avec deux de ses plus anciens amis paysagistes également installés à Crozant, soulignant, que dans l'esprit d'une école de peinture pourrait s'envisager une école du paysage. 
Gilles Clément, dans son jardin de Crozant, observe et expérimente : un jardin secret qu'il partage avec des proches, des étudiants, des chercheurs. Il invite alors les curieux à visiter les jardins de ses amis, Philippe Wanty et son Arboretum de la Sédelle et Christian Allaert et son Jardin Clos du Préfons à Villejoint Crozant,.
Son intervention au parc André-Citroën à Paris, inauguré en 1992, l'exposition spectaculaire sur Le Jardin planétaire dont il a été commissaire en 1999 à la Grande halle de la Villette et ses nombreux écrits, qui constituent une œuvre à la fois théorique et littéraire, l’ont rendu célèbre auprès du grand public.
En 2011-2012 il est titulaire de la Chaire annuelle de Création artistique au Collège de France, avec une Leçon inaugurale prononcée le 1er décembre 2011 sous le titre Jardins, paysage et génie naturel.
En 2017 il est lauréat du Prix Books and Seeds de la Foire internationale du livre jeunesse de Bologne, pour l'ouvrage Un grand jardin qu'il a écrit, illustré par Vincent Gravé. En 2018 il est l'invité de l'Abbaye de Royaumont dans le Val-d'Oise. Avec ses amis jardiniers, Philippe Wanty et Christian Allaert, ils racontent leur histoire d'amitié longue de 40 ans, née dans cette vallée inspirante de nature.
Il est un des membres du conseil d'administration de l'École nationale supérieure d'architecture de Versailles.

## Les grands traits de sa pensée
Gilles Clément est l'auteur de plusieurs concepts qui ont marqué les acteurs du paysage de la fin du XXe siècle ou le début de ce XXIe siècle, dont notamment :
- le « jardin en mouvement » « faire le plus possible avec, le moins possible contre » ;
- le « jardin planétaire » ; nous vivons sur une planète qui est ou peut être une sorte de jardin sans mur mais néanmoins fini : l'enclos planétaire, qui n'est autre que la biosphère, dans un monde spatialement et volumétriquement fini et limité, occupé par des jardiniers plus ou moins bons et responsables (l'humanité) ;
- le « Tiers paysage »[12].

Ces concepts découlent de l'observation qu'un paysage naturel n’est jamais figé, que les espèces et les gènes doivent circuler.
Au lieu de cantonner les plantes dans un lieu précis afin d'organiser une création, le jardinier peut et doit, selon Gilles Clément, faire plus confiance à la nature et accepter de lui laisser le « champ libre » ; les plantes pour partie à la suite du hasard des chutes de graines et pour partie selon les préférences pédologiques et phytosociologiques pourront ainsi trouver les lieux qui leur conviennent le mieux.
Ainsi voit-on les « plantations » des jardins devenus jardins naturels se « redessiner » au long de la succession des saisons et des années, comme dans le tiers-paysage, ces délaissés où la flore et la faune s'organisent selon des lois qui ne sont ni celles du jardinier, ni celles de l'agriculteur, du sylviculteur ou du paysagiste traditionnel. Le jardin de G. Clément présente un aspect qui au même endroit changera imprévisiblement demain, à la prochaine floraison et saison[style à revoir].
Gilles Clément est aussi favorable au « métissage » des espèces, qu'il appelle plutôt « brassage », et qui s'est tissé au fil des âges. D'où cette idée de jardins et de forêts planétaires qu'il cultive en protecteur, considérant avec une même bienveillance les « herbes folles » qui tentent de pousser sur les pavés des villes et les essences les plus rares plantées dans les jardins de prestige.
Il intègre la globalisation du monde actuel par la « planétarisation » de la terre comme jardin, c'est-à-dire comme lieu de vie : « Je voudrais montrer la diversité extrême de ce qui existe sur la planète ».

## Le jardinier engagé
Déçu par l'élection de Nicolas Sarkozy à la présidence et estimant que ce choix ne permettrait pas le nécessaire sursaut écologique de la politique française, Gilles Clément a décidé alors d'annuler tous ses contrats avec l'État français et de se consacrer à des « projets de résistance ». Il indique toutefois que cette position n'est pas définitive.
- Un premier projet, inauguré en juin 2007, répondait à une commande artistique pour la biennale d'art contemporain de Melle (Deux-Sèvres). Ce jardin, prévu pour être durable, se compose d'un jardin d'eau et d'un jardin d'orties avec un bassin où l'on peut réaliser le purin d'orties, utilisé en jardinage biologique pour renforcer l'immunité des végétaux, éviter les traitements et les pesticides de synthèse.
- Un second projet, a été un jardin dans la nécropole de Tuvixeddu à Cagliari en Sardaigne, répondant à une demande de Renato Soru, président de la région.

Il est aussi engagé en politique. Pour les élections régionales françaises de 2010 en Limousin, il est en 9e position (non éligible) sur la liste départementale en Creuse d'Europe Écologie. Dans le cadre de la primaire écologiste de 2016, il apporte son soutien à Michèle Rivasi. Il invite ensuite les écologistes à s'unir aux projets portés par Benoît Hamon et Jean-Luc Mélenchon, qu'il estime être les seuls à proposer des « mesures susceptibles de maintenir et améliorer les conditions de vie qui sont les nôtres et cela concerne tant les humains que le vivant non humain ». Il condamne vivement les propositions portées par François Fillon et Marine Le Pen.
Il parraine la licence professionnelle « Aménagements paysagers et design des milieux anthropisés », ouverte à la rentrée 2017 à Limoges, fruit d'une collaboration entre le lycée agricole des Vaseix, la Faculté de lettres et sciences humaines de l'université de Limoges, le lycée de l'horticulture et du paysage de Murat à Voussac et la Fédération compagnonnique des métiers du bâtiment.

## Prix et distinctions
- 1998 – Grand Prix du paysage
- 2004 -  Commandeur de l'ordre des Arts et des Lettres[18]
- 2017 - Prix Books and Seeds, de la Foire internationale du livre jeunesse de Bologne[9], pour l'ouvrage Un grand jardin qu'il a écrit, illustré par Vincent Gravé.

## Principales réalisations
- Parc André-Citroën à Paris, en collaboration avec Allain Provost paysagiste Patrick Berger, Jean-Paul Viguier architectes.
- Jardins de l'Arche à la Défense.
- Jardin des 5 éléments du Centre écologique Terre vivante
- Parc Matisse à Euralille en collaboration avec Éric Berlin et Sylvain Flipo
- Jardins de Valloires à Argoules
- Jardin du château de Blois
- Jardin du domaine du Rayol
- Jardin du musée du quai Branly à Paris, avec Patrick Blanc et Jean Nouvel architecte
- Jardin de l'École normale supérieure de Lyon
- Parc paysager du château de Châtenay-en-France
- accompagnement végétal du projet de ligne 2 du tramway de Lyon
- Jardin du tiers paysage, toit de la base sous-marine de Saint-Nazaire conception Gilles Clément réalisation Collectif Coloco
- Jardin du lycée d'enseignement agricole Jules-Rieffel à Saint-Herblain (Loire-Atlantique)
- Jardin Vagabond à Aix-les-Bains (Savoie)
- Green Belt de Tripoli, en Libye avec Coloco paysagistes, 2008.
- Jardin de l'abbaye de Noirlac (Cher)[19].
- Parc paysager du château des Ravalet en 2014[20].
- Jardin du 13 Novembre 2015 en 2025[21].

## Publications
- « La friche apprivoisée », Urbanisme, n° 209, septembre 1985, p. 91-95
- Le Jardin en mouvement, Paris, Pandora, 1991
- La Vallée, Paris, Pandora, 1991
- Le Jardin en mouvement, de la Vallée au parc André-Citroën, Paris, Sens & Tonka, 1994 (rééditions augmentées en septembre 1999, 2001, mars 2007)
- Éloge de la friche, éd. Lacourière-Frélaut, 1994 (édition dite de luxe illustrée par le graveur François Béalu)
- Le Jardin romantique de George Sand (avec Christiane Sand), Albin Michel, 1995
- Contributions à l'étude du jardin planétaire. À propos du feu (avec Michel Blazy), école régionale des beaux-arts de Valence, 1995
- Re-Cueille : L'enclos et la mesure (avec Jean-Paul Ruiz), éd. Jean-Paul Ruiz, 1996
- Thomas et le Voyageur, Albin Michel, janvier 1997  (ISBN 2-226-08770-2) (rééd. mars 2011)
- Traité succinct de l'art involontaire, Sens et Tonka, 1997 (rééd. augmentée en 2014)
- Les Libres Jardins de Gilles Clément, Le Chêne, 1997
- Une école buissonnière, Hazan, septembre 1997
- Le Jardin planétaire (avec Claude Eveno), L'Aube/Château-Vallon, 1997 (rééd. 1999)
- Les Portes, Sens et Tonka, 1998
- La Dernière Pierre, Albin Michel, août 1999
- Terres fertiles (avec Stéphane Spach), éd. de l'Imprimeur, septembre 1999
- Les Jardins planétaires (avec Guy Tortosa), éd. Jean-Michel Place, septembre 1999
- Les Jardins du Rayol, Actes Sud, juillet 1999 (rééd. mai 2005)
- Voyage au Jardin planétaire, carnet de croquis (avec Raymond Sarti), éd. Spiralinthe, novembre 1999
- Éloge des vagabondes. Herbes, arbres et fleurs à la conquête du monde, Nil Édition, mai 2002 (rééd. chez Robert Laffont, 2014)
- Herbes ou ces plantes qu'on dit mauvaises (avec Jean-Paul Ruiz), éd. Jean-Paul Ruiz, 2003
- La Dernière Pierre (en chinois), Taïwan, Crown Publishing, coll. « Choice 69 », 2003
- La Sagesse du Jardinier éd. du 81, mars 2004
- Manifeste du Tiers-paysage, éd. Sujet Objet, mai 2004 (rééd. augmentée chez Sens & Tonka, 2014)
- Jardins de lettres (avec Claude Delias), Jane Otmezguine, 2004
- Euroland (avec Edith Roux et Guy Tortosa), Jean-Michel Place Éditeur, 2005
- Le Dindon et le Dodo, Éditions Bayard Culture, février 2005
- Les Nuages, Éditions Bayard Culture, février 2005
- Manifesto del Terzo paesaggio, postface de Filippo De Pieri, Macerata, Quodlibet, octobre 2005
- Gilles Clément, une écologie humaniste (avec Louisa Jones), Éditions Aubanel, septembre 2006
- Où en est l'herbe ? Réflexions sur le jardin planétaire (avec Louisa Jones), Actes Sud, oct. 2006
- Environ(ne)ment. Manières d'agir pour demain (avec Philippe Rahm), Skira Editore, novembre 2006 (édition bilingue)
- Le Belvédère des lichens (en collaboration avec Le Sentier des Lauzes), coédition Jean-Pierre Huguet Éditeur, Parc naturel des monts d’Ardèche, Saint Julien Molin Molette, octobre 2007
- Nove Giardini Planetari, (avec Alessandro Rocca), Milan, 22 Publishing, octobre 2007
- Toujours la vie invente, collection L'Aube Poche Essai, La Tour d'Aigues, Éditions de l'Aube, février 2008
- Il Giardino in movimento. Dalla vallata al giardino planetario, Macerata, Quodlibet, mai 2008 (rééd. en 2010)
- Neuf jardins. Approche du jardin planétaire (avec Alessandro Rocca), Arles, Actes Sud, coll. « Nature », septembre 2008
- Planetary Gardens. The Landscape Architecture of Gilles Clement (avec Alessandro Rocca), Birkhauser Verlag AG, septembre 2008
- Il giardiniere planetario, Milan, 22 Publishing, 2008
- Sur la marge, Paris, Michèle Broutta, 2008 (édition dite de luxe illustrée de pointes-sèches par François Béalu)
- Le Salon des berces, Paris, Nil Éditions, 2009
- Dans la vallée. Biodiversité, art, paysage (entretiens avec Gilles A. Tiberghien), Paris, Bayard Centurion, coll. « Essai », 2009
- Elogio delle vagabonde. Erbe, arbusti e fiori alla conquista del mondo, Derive Approdi, 2010
- Une brève histoire du jardin, Paris, éd. du 81, coll. « Une brève histoire », 2011
- Breve storia del giardino, Macerata, Quodlibet, 2012
- Jardins, paysage et génie naturel, Paris, Collège de France/Fayard, coll. « Leçons inaugurales du Collège de France », 2012
- Belvédère. Points de vue sur le paysage, Saint Benoît du Sault, Tarabuste, 2013
- Les Imprévisibles, Paris, L'Une et l'Autre, 2013
- L'Alternative ambiante, Paris, Sens & Tonka, 2014
- Espèces vagabondes, menace ou bienfait ? (avec Francis Hallé et François Letourneux), Toulouse, éd. Plume de Carotte, coll. « Les Engagés », 2014
- Abécédaire, Paris, Sens & Tonka, 2015
- Un grand jardin, texte de Gilles Clément, illustrations de Vincent Gravé, éd. Cambourakis, 2016  (ISBN 9782366242003)
- Le grand B.A.L., roman de science fiction, Actes Sud, 2018  (ISBN 978-2-330-10433-7)
- Notre-Dame-des-Plantes, Bayard, 2021

### Préfaces
- L'Oasis, de Simon Hureau, Dargaud, 2020
- Des plantes et des hommes, Alain Amariglio, illustrations d'Alain Cardenas-Castro, Éditions du Canoë, 2023

### Documentaires
- Gilles Clément, le jardin en mouvement, a.p.r.e.s productions, 2013, 52 min.
- Biodiversités en partage, (de 41 min 15 s jusqu'à la fin) réalisé par Jean-Hugues Berrou, AgroParisTech 2015, 54 min.
- Les secrets des fleurs sauvages des prés et des champs , réalisé par Thierry Ragobert et Yves Pascalet en 2018, 45 min.